# Johan Kahl (konstnär)

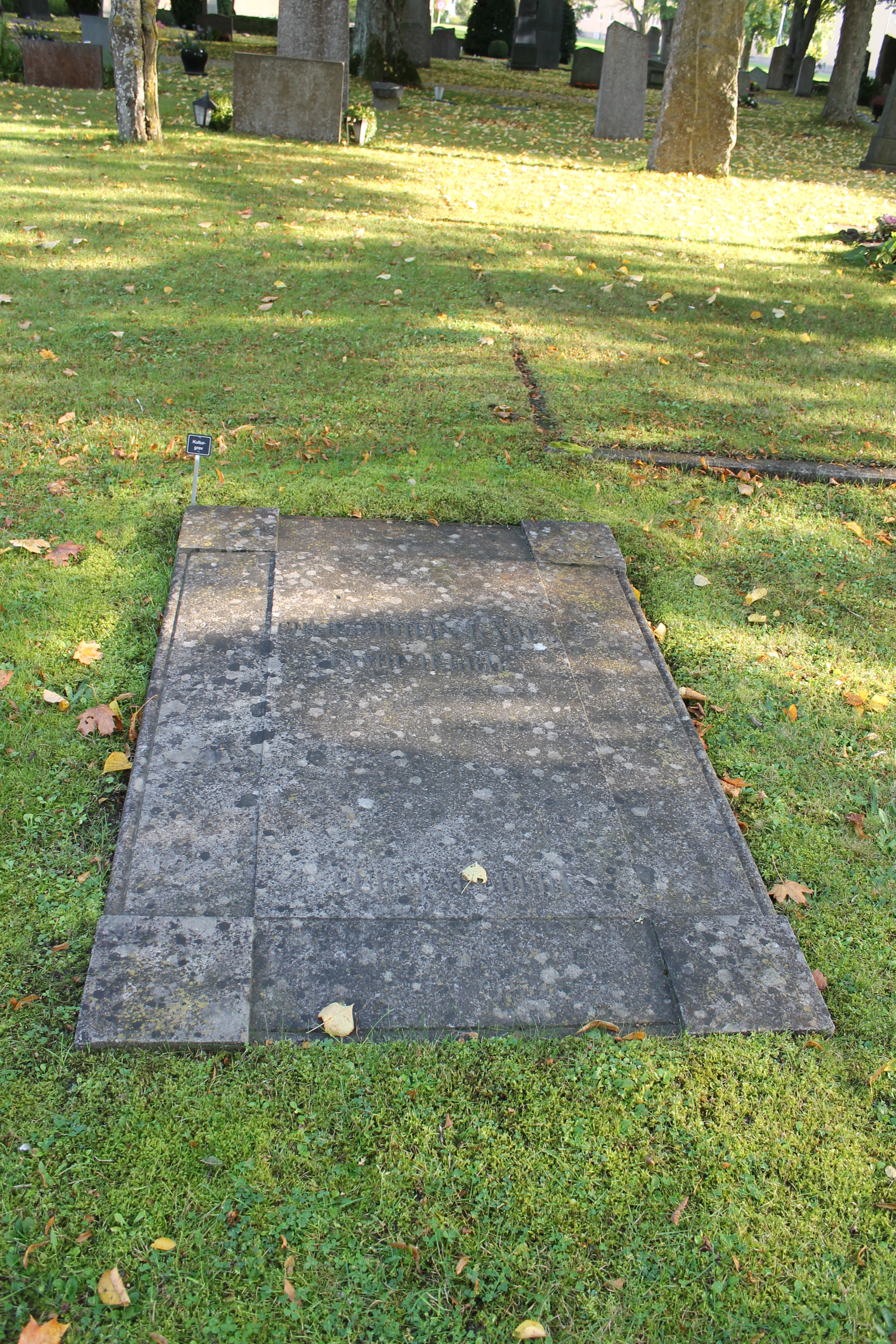
Kalhs grav på Södra kyrkogården i Visby.

Johan "Janne" Kahl, född 5 mars 1831 i Rangsarve i Alskog, Gotlands län, död 5 juni 1905 i Stockholm, var en svensk lärare och konstnär.
Kahl var filosofie doktor och adjunkt vid Visby högre allmänna läroverk. Han fick som 13-årig elev vid apologistskolan i Visby sin första skissbok och gjorde därefter teckningar och tuschlaveringar till en av sin främsta hobbies, senare började han även måla akvareller. Kahl var helt självlärd men influerades och tog råd från vännen professor Fredrik Wilhelm Scholander, som inspirerade honom att måla stämningsbilder från de gotlandska ö-kyrkorna, med medeltida interiörer. Från 1870-talet minskade Scholanders inflytande över Kahl i det att han blev vän med A.T.Gellerstedt, och de båda började måla tillsammans, och Kahl övergick främst till landskapsmåleri i akvarell.
Kahl är bland annat representerad på Nationalmuseum och Gotlands konstmuseum.